# Naz Shah
Naseem Shah (née le 13 novembre 1973) est une femme politique du Parti travailliste britannique qui est députée de Bradford West depuis 2015. Elle est, de 2018 à 2023, ministre fantôme chargée de la réduction de la criminalité. Elle est impliquée dans plusieurs polémiques où elle est accusée d'antisémitisme.

## Jeunesse
Naseem Shah est née le 13 novembre 1973 à Bradford. Son père quitte la famille quand elle a six ans. À l'âge de 12 ans, elle est envoyée au Pakistan par sa mère, Zoora Shah, pour échapper au partenaire violent de sa mère, où elle contracte un mariage arrangé,.
Quand elle a 20 ans, sa mère est reconnue coupable du meurtre de son compagnon, qui l'avait agressée sexuellement et physiquement pendant plus d'une décennie, et purge 7 ans de prison,.

## Début de carrière
Avant d'être élue députée, Naz Shah est présidente de l'association caritative de santé mentale Sharing Voices Bradford, et a auparavant travaillé comme soignante auprès de personnes handicapées, comme commissaire du NHS et directrice d'une association régionale soutenant les conseils locaux.
Travaillant avec les Southall Black Sisters, Shah fait campagne pour la libération de sa mère de prison.

## Carrière parlementaire
Lors d'un scrutin secret en février 2015 pour la sélection comme candidate du Parti travailliste pour Bradford West, Amina Ali gagne avec 142 voix contre 13 pour Shah. Cependant, Ali démissionne peu de temps après pour des raisons personnelles,, et Shah est choisie comme candidate par l'exécutif national du Parti travailliste,,. Aux élections générales de 2015, Shah est élue députée de Bradford West avec 49,6 % des voix et une majorité de 11 420 voix,.
Elle soutient Yvette Cooper lors de l'élection à la direction du Parti travailliste en 2015.
Elle est nommée secrétaire privée parlementaire (SPP) de John McDonnell, chancelier fantôme de l'Échiquier, en février 2016.
En avril 2016, Shah aurait republié une publication d'août 2014 sur Facebook contenant une carte du site Web de Norman Finkelstein montrant Israël superposé aux États-Unis, avec le titre « Solution au conflit israélo-palestinien – relocaliser Israël aux États-Unis »,. Elle avait ajouté que cela pourrait « leur faire économiser de l'argent de poche » (c'est-à-dire le financement américain pour Israël),. Shah démissionne de son poste de SPP de John McDonnell,. Jeremy Corbyn condamne son commentaire publié comme étant « offensant et inacceptable ». Elle est suspendue du Parti travailliste ce mois-là, dans l'attente d'une enquête,. En juillet, elle est réintégrée mais reçoit un avertissement formel pour avoir discrédité le parti et doit s'excuser. Shah déclare qu'elle avait fait preuve d'« ignorance » et reconnaît que le message était antisémite, mais qu'elle ne l'était pas.
Lors des élections générales anticipées de 2017, Shah est réélue député de Bradford West avec une part de voix accrue de 64,7 % et une majorité accrue de 21 902 voix,.
En juillet 2018, elle est nommée ministre d'État fantôme chargé des femmes et de l'égalité,.
Shah est de nouveau réélue aux élections générales de 2019 avec une part des voix accrue de 76,21 % et une majorité accrue de 27 019 voix.
Le 1er octobre 2020, le groupe pro-Brexit Leave.EU s'est excusée et a payé des dommages-intérêts pour diffamation envers Shah, après avoir publié une publication sur les réseaux sociaux l'accusant d'être une « apologiste des grooming gangs ». Dans un communiqué, l'organisation déclare que leur message était « mal jugé et faux » et décrit Shah comme une « militante en faveur des victimes des grooming gangs ».
Lors des élections du 4 juillet 2024, sa majorité est réduite de 27 019 à 707 voix en raison de la présence d'un candidat indépendant, Muhammed Ali Islam, qui fait partie de la campagne du Vote musulman pour Gaza.